# Sandiás (Galicja)
Sandiás – gmina w Hiszpanii, w prowincji Ourense, w Galicji, o powierzchni 52,84 km². W 2011 roku gmina liczyła 1342 mieszkańców.